# 吳光長
吳光長（1929年12月13日—2007年1月22日），是越南共和國陸軍（南越陸軍）的中將。

## 生平
吳光長出身於大戶人家，高中畢業後參軍。於南越軍校畢業後，正式加入軍隊，並於1954年被任命為南越步兵軍官。後來又被調往空軍。
1955年於西貢戰役中參戰，因功昇任中尉。
1964年，獲晉升為少校，並擔任第5空降營長。他率领武裝部隊襲擊了越南中部叛亂勢力的根據地；1965年，又在一次剿平叛亂中立功，成為空降旅參謀長，並於稍後成為該師的參謀長。
1966年，南越爆發佛教徒叛亂，吳光長率領三個空降營進入叛亂城鎮，並於兩天內恢復了秩序。

### 越戰
由於屢建戰功，吳光長被南越當局委以重任，被任命為南越軍第一師長。
1967年，率領第一師於承天順化省香茶市社發動進攻，成功拆除敵軍基礎設施和大部分戰鬥機。吳光長晉任准將。於順化戰役中，又成功於順化市擊退北越軍，獲封為少將。
1970年8月，吳光長授命指軍南越第四軍，負責扼控湄公河三角洲地區。 當時駐越美軍司令克雷頓·艾布拉姆斯上將甚至向南越總統阮文紹引荐吳光長：「我可以毫無保留地推荐他……吳光長。我認為他本人已於多場戰役中證明自己能力，且不管如何。」1971年6月，吳光長晉昇中將。
於1972年復活節攻勢期間，吳光長再次率領第一師，於多個根據點成功擊退北越軍。

### 南越敗亡
隨著美國逐步從越南抽身，減少對南越的支援，自1973年起，北越軍對南越步步進迫。與此同時南越阮文紹政府陷入內亂狀態，使吳光長率領的第一師，只能死守防線。到1975年，吳光長與阮文紹又因戰術問題不和，南越防線崩潰。第一師多名軍官在撤退中途自殺，吳光長向阮文紹請求向海上撤軍，沒獲阮文紹首肯。吳光長為此連同多名親信，乘船入海抵達西貢。
抵達西貢後，吳光長獲一位美國軍官協助，在北越軍攻入西貢時，帶同家人乘坐直升機離開，抵達美軍艦隻前往美國。

### 晚年
抵美後，吳光長随家人輾轉到達弗吉尼亞州定居。1983年獲美國公民身份，並於當地從事電腦分析工作，至1994年退休。
2007年因癌症去世，享年77歲。

## 外部連結
- "The Ia Drang Valley campaign was a landmark for me, because it introduced me to the most brilliant tactical commander I'd ever known."（页面存档备份，存于） by General Norman Schwarzkopf
- Ngo Quang Truong biography (in French)
- Vietnam War Bibliography: The ARVN and the RVN
- History of the Army of the Republic of Vietnam
- The Battle for Huế, 1968 by James H. Willbanks